# Frankfurter Allee (metropolitana di Berlino)
Frankfurter Allee è una stazione della linea U5 della metropolitana di Berlino, situata sotto l'omonima strada nel quartiere di Friedrichshain al confine con quello di Lichtenberg.
Funge da stazione di trasferimento tra la metropolitana, le S-Bahn ed il traffico ferroviario. È servita dalle linee S-Bahn S41, S42, S8 E S85 che corrono lungo la Ringbahn.
La stazione è attraversata da due binari con una banchina ad isola larga 13,3 metri per sopportare l'intenso traffico passeggeri in trasferimento verso le S-Bahn

## Interscambi
- Stazione ferroviaria (Berlin Frankfurter Allee)[1]
- Fermata tram (S+U Frankfurter Allee, linea M13 e 16)[2]